# فرودگاه ماندا
فرودگاه ماندا (به انگلیسی: Manda Airport) یک فرودگاه همگانی، غیرنظامی با کد یاتا LAU است که یک باند فرود آسفالت دارد و طول باند آن ۱۰۰۴ متر است. این فرودگاه در کشور کنیا قرار دارد و در ارتفاع ۶ متری از سطح دریا واقع شده است.